# Teles (filósofo)
Teles (en griego: Τέλης) fue un filósofo y profesor cínico que vivió en Atenas y Megara en el siglo III a. C. Es conocido por escribir varios discursos (diatribas) que son los documentos más antiguos que se conocen sobre la diatriba cínico-estoica, siete fragmentos de los cuales fueron conservados por Estobeo.
Estos siete fragmentos son:
1. Περὶ τοῡ δοϰεῖν ϰαὶ τοῡ εἶναι - Sobre parecer y ser
2. Περὶ αὐταρκείας - Sobre la autosuficiencia
3. Περὶ φυγῆς - Sobre el exilio
4. Σύγκρασις πενίας καὶ πλούτου - Una comparación entre la pobreza y la riqueza
5. Περὶ τοῡ μὴ εῖναι τέλος ἡδονὴν - El placer no es una de las metas en la vida
6. Περὶ περιστάσεων - Sobre las circunstancias
7. Περὶ ἀπαθείας - Sobre la libertad desde la pasión

## Otras lecturas
- Edward O'Neil, (1977), Teles: The Cynic Teacher. Scholars Press. ISBN 0-89130-092-9

- Datos: Q2367894